# 里德站 (印地安納州)
里德站（英語：Reed Station）是位於美國印地安納州特拉華縣的一個非建制地區。該地的面積和人口皆未知。

## 地理
里德站的座標為40°12′54″N 85°31′05″W / 40.21500°N 85.51806°W，而該地的平均海拔高度為277米（即909英尺）。